# Gerarctia poliotis
Gerarctia poliotis är en fjärilsart som beskrevs av George Francis Hampson 1905. Gerarctia poliotis ingår i släktet Gerarctia och familjen nattflyn. Inga underarter finns listade i Catalogue of Life.